# Liste der Naturdenkmale in Gschwend
| Naturdenkmale | Anzahl |
| ------------- | ------ |
| FND           | 24     |
| END           | 18     |
| Gesamt        | 42     |

Die Liste der Naturdenkmale in Gschwend nennt die verordneten Naturdenkmale (ND) der im baden-württembergischen Ostalbkreis liegenden Gemeinde Gschwend. In Gschwend gibt es insgesamt 42 als Naturdenkmal geschützte Objekte, davon 24 flächenhafte Naturdenkmale (FND) und 18 Einzelgebilde-Naturdenkmale (END).
Stand: 31. Oktober 2016.

## Flächenhafte Naturdenkmale (FND)
| Name                                         | Bild | Kennung     | Einzelheiten      | Position | Fläche Hektar | Datum         |
| -------------------------------------------- | ---- | ----------- | ----------------- | -------- | ------------- | ------------- |
| Baurensee                                    | BW   | 81360270004 | Gschwend          | ⊙        | 0,2           |               |
| Bergsee                                      | BW   | 81360270018 | Gschwend          | ⊙        | 0,8           |               |
| Eichen-Hainbuchen-Allee bei der Teufelsküche | BW   | 81360270035 | Gschwend          | ⊙        | 0,2           |               |
| Eichenraine bei der Gschwender Mühle         | BW   | 81360270021 | Gschwend          | ⊙        | 0,3           |               |
| Feuchtfläche bei der Schlechtbacher Sägmühle | BW   | 81360270030 | Gschwend          | ⊙        | 0,1           |               |
| Feuchtfläche bei Nardenheim                  | BW   | 81360270027 | Gschwend          | ⊙        | 1,2           |               |
| Feuchtflächen beim Gschwender Badsee         | BW   | 81360270013 | Gschwend          | ⊙        | 1,0           |               |
| Feuchtgebiet nordöstl. Reißenhöfle           |      | 81360270028 | Gschwend          | ???      | 0,2           |               |
| Feuchtwiese beim Gschwender Badsee           | BW   | 81360270015 | Gschwend          | ⊙        | 0,9           |               |
| Feuchtwiese im „Fichtich“                    | BW   | 81190010044 | Alfdorf, Gschwend | ⊙        | 0,7           | 13. Nov. 1992 |
| Feuchtwiesen südlich Schlechtbach            | BW   | 81360270034 | Gschwend          | ⊙        | 0,4           |               |
| Herrensee                                    | BW   | 81360270005 | Gschwend          | ⊙        | 3,7           |               |
| Pflanzenstandort bei der Gschwender Mühle    | BW   | 81360270031 | Gschwend          | ⊙        | 0,2           |               |
| Pflanzenstandort beim Brandhof               | BW   | 81360270002 | Gschwend          | ⊙        | 1,4           |               |
| Pflanzenstandort nördl.der Wolfsmühle        |      | 81360279025 | Gschwend          | ???      | 0,5           |               |
| Steinbruch am Dietenberg                     | BW   | 81360270022 | Gschwend          | ⊙        | 0,3           |               |
| Streuwiese bei Humbach                       | BW   | 81360270024 | Gschwend          | ⊙        | 1,5           |               |
| Streuwiese Hirschbach                        | BW   | 81360270016 | Gschwend          | ⊙        | 0,2           |               |
| Streuwiese im Seebachtal                     |      | 81360270038 | Gschwend          | ???      | 1,5           |               |
| Streuwiese westl. Brandhof                   | BW   | 81360270003 | Gschwend          | ⊙        | 0,1           |               |
| Teufelskanzel                                |      | 81360270009 | Gschwend          | ???      | 0,4           |               |
| Teufelsküche                                 | BW   | 81360270025 | Gschwend          | ⊙        | 0,5           |               |
| Trollblumenwiese am Hagbach                  |      | 81360270001 | Gschwend          | ???      | 0,9           |               |
| Wiese im Gehrenwald                          | BW   | 81190010043 | Alfdorf, Gschwend | ⊙        | 1,3           | 13. Nov. 1992 |
| Legende für Naturdenkmal                     |      |             |                   |          |               |               |

## Einzelgebilde (END)
| Name                                 | Bild | Kennung     | Einzelheiten | Position | Fläche Hektar | Datum |
| ------------------------------------ | ---- | ----------- | ------------ | -------- | ------------- | ----- |
| Eichen im Gewann Halde               | BW   | 81360270036 | Gschwend     | ⊙        | 0,0           |       |
| Hindenburglinde in Horlachen         | BW   | 81360270023 | Gschwend     | ⊙        | 0,0           |       |
| Küblerbrunnen mit Buche              | BW   | 81360270006 | Gschwend     | ⊙        | 0,0           |       |
| Ortslinde Hundsberg I                | BW   | 81360270037 | Gschwend     | ⊙        | 0,0           |       |
| Ortslinde Hundsberg II               | BW   | 81360270038 | Gschwend     | ⊙        | 0,0           |       |
| Ortslinde Hundsberg III              | BW   | 81360270039 | Gschwend     | ⊙        | 0,0           |       |
| Ortslinde IV                         | BW   | 81360270040 | Gschwend     | ⊙        | 0,0           |       |
| Waldhauseichen                       | BW   | 81360270041 | Gschwend     | ⊙        | 0,0           |       |
| 1 Eiche nördl.des Gschwender Badsees | BW   | 81360270014 | Gschwend     | ⊙        | 0,0           |       |
| 1 Eiche, 1 Linde bei Schlechtbach    |      | 81360270021 | Gschwend     | ???      | 0,0           |       |
| 1 Linde bei Schmidbügel              | BW   | 81360270017 | Gschwend     | ⊙        | 0,0           |       |
| 1 Linde im Seebachtal                |      | 81360270007 | Gschwend     | ???      | 0,0           |       |
| 1 Linde in Hohenreusch               | BW   | 81360270011 | Gschwend     | ⊙        | 0,0           |       |
| 1 Linde in Schlechtbach              | BW   | 81360270028 | Gschwend     | ⊙        | 0,0           |       |
| 1 Linde, 1 Ulme in Hirschbach        | BW   | 81360270020 | Gschwend     | ⊙        | 0,0           |       |
| 1 Stieleiche beim Signal Hohfeld     | BW   | 81360270045 | Gschwend     | ⊙        | 0,0           |       |
| 1 Stieleiche im Gewann Halde         | BW   | 81360270046 | Gschwend     | ⊙        | 0,0           |       |
| 1 Zigeunereiche                      | BW   | 81360270042 | Gschwend     | ⊙        | 0,0           |       |
| Legende für Naturdenkmal             |      |             |              |          |               |       |